# Wynnytschky
Wynnytschky (ukrainisch Виннички; russisch Виннички Winnitschki, polnisch Winniczki) ist ein Dorf in der westukrainischen Oblast Lwiw mit etwa 670 Einwohnern.

## Geschichte
Das deutschrechtliche Dorf wurde im Jahr 1352 erstmals urkundlich erwähnt, als der polnische König Kasimir der Große ein Privileg des ruthenischen Fürsten Leo I. von Galizien für die Lemberger Familie Stecher für das Dorf bestätigte. Der Ortsname, ursprünglich Maly Wynyk bzw. Małe Winniki, ist eine diminutive Form des Dienstsiedlungsnamens (vom Beruf Winzer) der Stadt Wynnyky, die hinter Tschyschky liegt, jedoch mit der die Gründung und Entwicklung des Ortes stark verbunden ist.
Das Dorf gehörte zur Adelsrepublik Polen-Litauen, Woiwodschaft Ruthenien, Lemberger Land. Bei der Ersten Teilung Polens kam das Dorf 1772 zum neuen Königreich Galizien und Lodomerien des habsburgischen Kaiserreichs (ab 1804).
Das Dorf gehörte zur geschlossenen, polnischen Sprachinsel von Lemberg. Im Jahr 1900 hatte die Gemeinde Winniczki 85 Häuser mit 531 Einwohnern, davon waren 514 polnischsprachig, 17 ruthenischsprachig, 486 waren römisch-katholisch, 17 griechisch-katholisch, 28 waren Juden.
Nach dem Ende des Polnisch-Ukrainischen Kriegs 1919 kam Wynnytschky zu Polen. Im Jahr 1921 hatte die Gemeinde Winniczki 105 Häuser mit 583 Einwohnern, davon waren alle Polen, 548 waren römisch-katholisch, 2 griechisch-katholisch, es gab 33 Juden (Religion).
Im Zweiten Weltkrieg gehörte es zuerst zur Sowjetunion und ab 1941 zum Generalgouvernement, ab 1945 wieder zur Sowjetunion, heute zur Ukraine.
Am 22. August 2016 wurde das Dorf ein Teil neu gegründeten Landgemeinde Dawydiw, bis dahin bildete es zusammen mit den Dörfern Dmytrowytschi (Дмитровичі) und Hontschary die Landratsgemeinde Wynnytschky (Винничківська сільська рада/Wynnytschkiwska silska rada) im Rajon Pustomyty.
Am 17. Juli 2020 wurde der Ort Teil des Rajons Lwiw.

## Weblinks

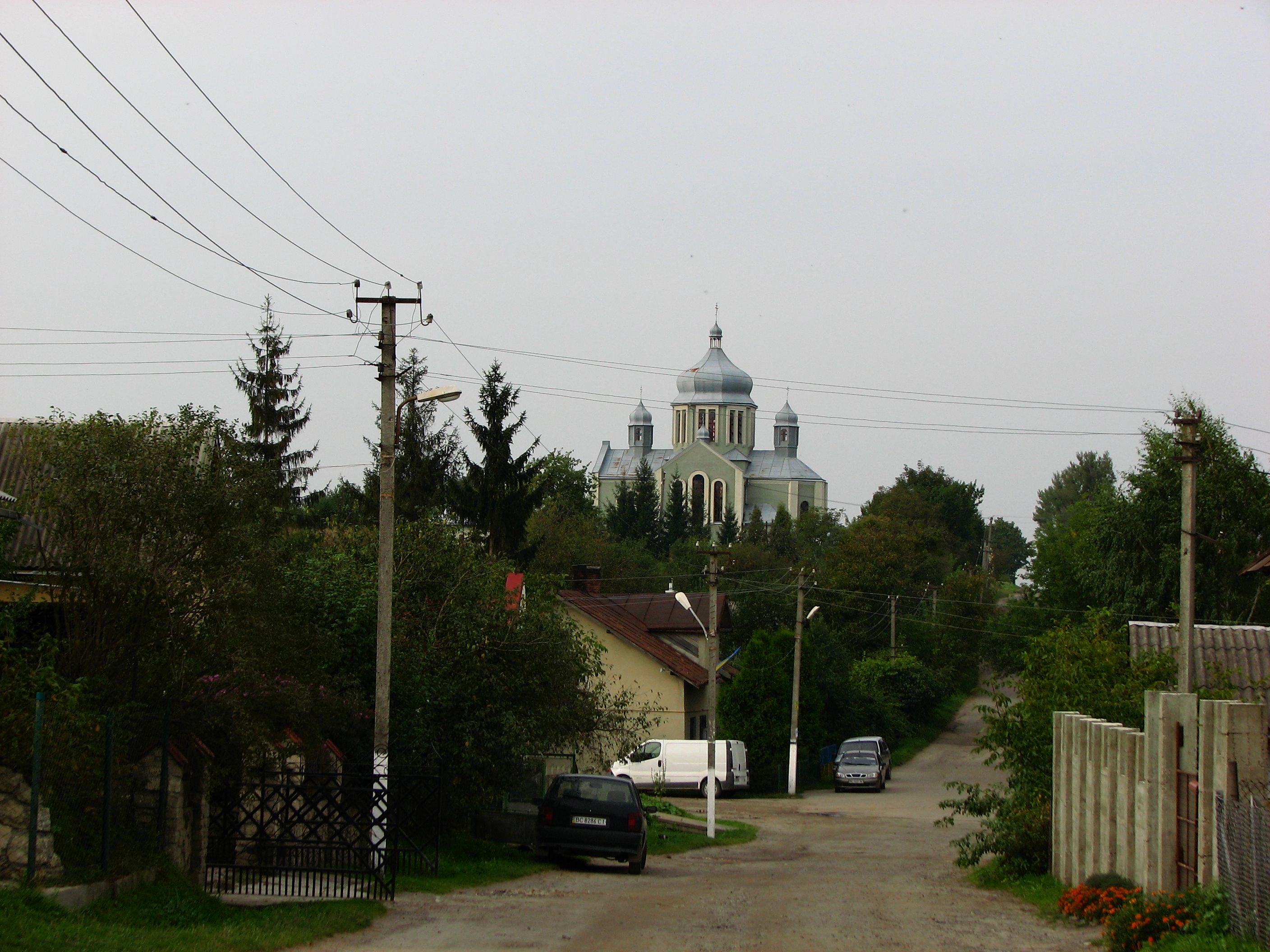
Blick auf orthodoxe Kirche